# Ustava Bosne in Hercegovine
Ustava Bosne in Hercegovine je najvišji pravni in politični dokument te države . Veljavna ustava je bila sprejeta kot priloga 4 k Daytonskemu mirovnemu sporazumu, podpisanemu 14. decembra 1995 v Parizu. Sporazum so podpisali trije predsedniki držav sodelujočih v vojni v Bosni in Hercegovini - Alija Izetbegović, Franjo Tuđman in Slobodan Milošević . Sporazum je pomenil končanje spora in sprejetje nove ustave za Bosno in Hercegovino. 

## Zgodovina
Bosna in Hercegovina je obstajala kot samostojna samoupravna enota še pred 12. stoletjem .  
Po kronanju Tvrtka I Kotromanića je bila leta 1381 izdana listina. kar lahko štejemo za nekakšno ustavo Bosanskega kraljestva.  

## Struktura ustave
Ustava Bosne in Hercegovine je sestavljena iz 12 členov, dveh prilog in ene amendmaja. 
Posebnost te ustave je, da sicer povsem običajno sestavino ustave, torej katalog pravic in svoboščin, niso popisane kot samostojni del ustave. Ustava to popolni s sklicevanjem na Evropsko konvencijo človekovih pravic in se zavezuje mednarodnemu pravu.   